# Litinium parmatum
Litinium parmatum är en rundmaskart som beskrevs av Christian Wieser 1954. Litinium parmatum ingår i släktet Litinium och familjen Oxystominidae. Inga underarter finns listade i Catalogue of Life.